# Balestrand
Balestrand è un ex comune norvegese della contea di Sogn og Fjordane. Dal 1º gennaio 2020 fa parte del comune di Sogndal, tranne la località Nessane, passata al comune di Høyanger.